# أبو حازم الأشجعي
أبو حازم الأشجعي، واسمه  سلمان الكوفي، تابعي محدث من الثقات، وصاحب أبي هريرة، ومولى عزة. جالس أبا هريرة خمس سنين، مات في خلافة عمر بن عبد العزيز حوالي سنة 100 هـ.

## روايته للحديث النبوي
- روى عن: أبو هريرة، وعبد الله بن عمر بن الخطاب، والحسين بن علي،[1] وعباد بن أبي علي، وسعد بن طارق الأشجعي.
- روى عنه: منصور بن المعتمر، وسليمان الأعمش، ومحمد بن جحادة ، وفرات القزاز.[1]
- الجرح والتعديل: وثَّقه أحمد بن حنبل ويحيى بن معين، وقال محمد بن سعد البغدادي: وكان ثقةً وله أحاديث صالحة.[2]